# Kostel svatého Jana Nepomuckého (Prostějov)
Kostel svatého Jana Nepomuckého je filiální kostel římskokatolické farnosti sv. Petra a Pavla a bývalý klášterní kostel kláštera milosrdných bratří na Svatoplukově ulici v Prostějově.

## Historie
Na místě dnešního kostela se nacházel Obecní dvůr, nazývaný též Schellenbergův. V roce 1733 dvůr zakoupil řád Milosrdných bratří s přispěním rodiny knížat z Lichtensteinu. Ke dvoru přiléhala zahrada, ke které byl přikoupen pozemek pro budoucí klášterní hřbitov. Bratři nejprve vybudovali provizorní nemocnici a menší kapli. Po dalším rozšíření v roce 1739 a zprovoznění nemocnice se začalo hovořit o výstavbě klášterního kostela. Podnět k jeho stavbě dal převor P. Narcis Schön a realizaci finančně podpořili Lichtensteinové. Kněžna Alžběta darovala 10 000 zlatých. V letech 1751 až 1755 byl kostel sv. Jana Nepomuckého postaven dle návrhů Antonia E. Martinelliho. Slavnostně vysvěcen byl 5. října 1755 olomouckým světícím biskupem Janem Karlem Leopoldem ze Scherffenbergu. O tom svědčí latinský nápis nad hlavním vchodem.
I po vysvěcení pokračovaly práce na výzdobě interiéru. V roce 1756 byly postaveny varhany, oratoř a boční oltář sv. Jana z Boha, zakladatele řádu milosrdných bratří. Teprve roku 1766 byla výzdoba dokončena italskými mistry jejichž jména se nedochovala. Klenby a stěny kostela vymaloval freskami František Antonín Sebastini, sochy jsou převážně dílem Josefa Schuberta a řezbářské práce Františka Hirnla.

## Současnost

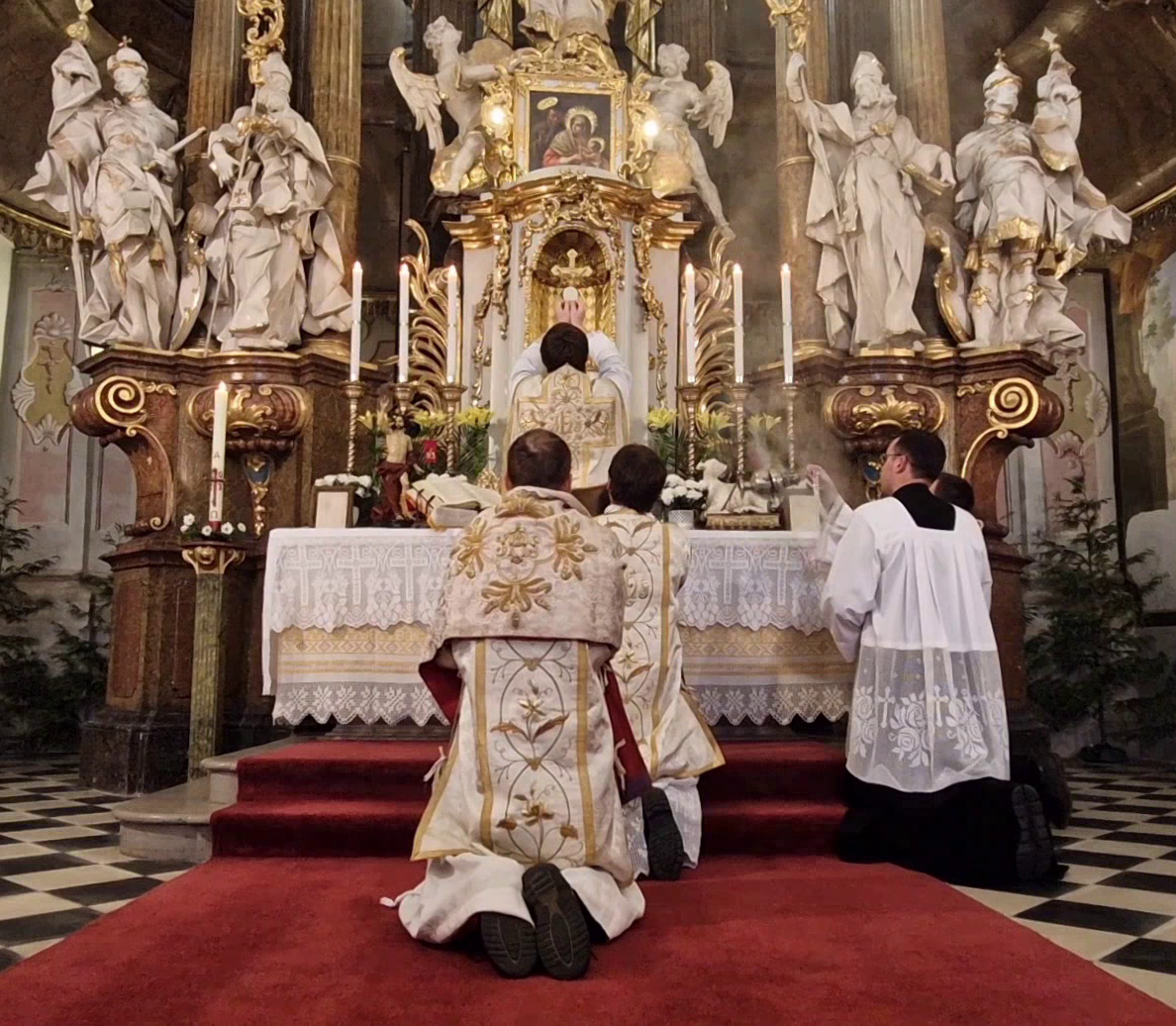
Tridentská Mše slavená v kostele od ledna 2023 - pozdvihování při asistované Mši

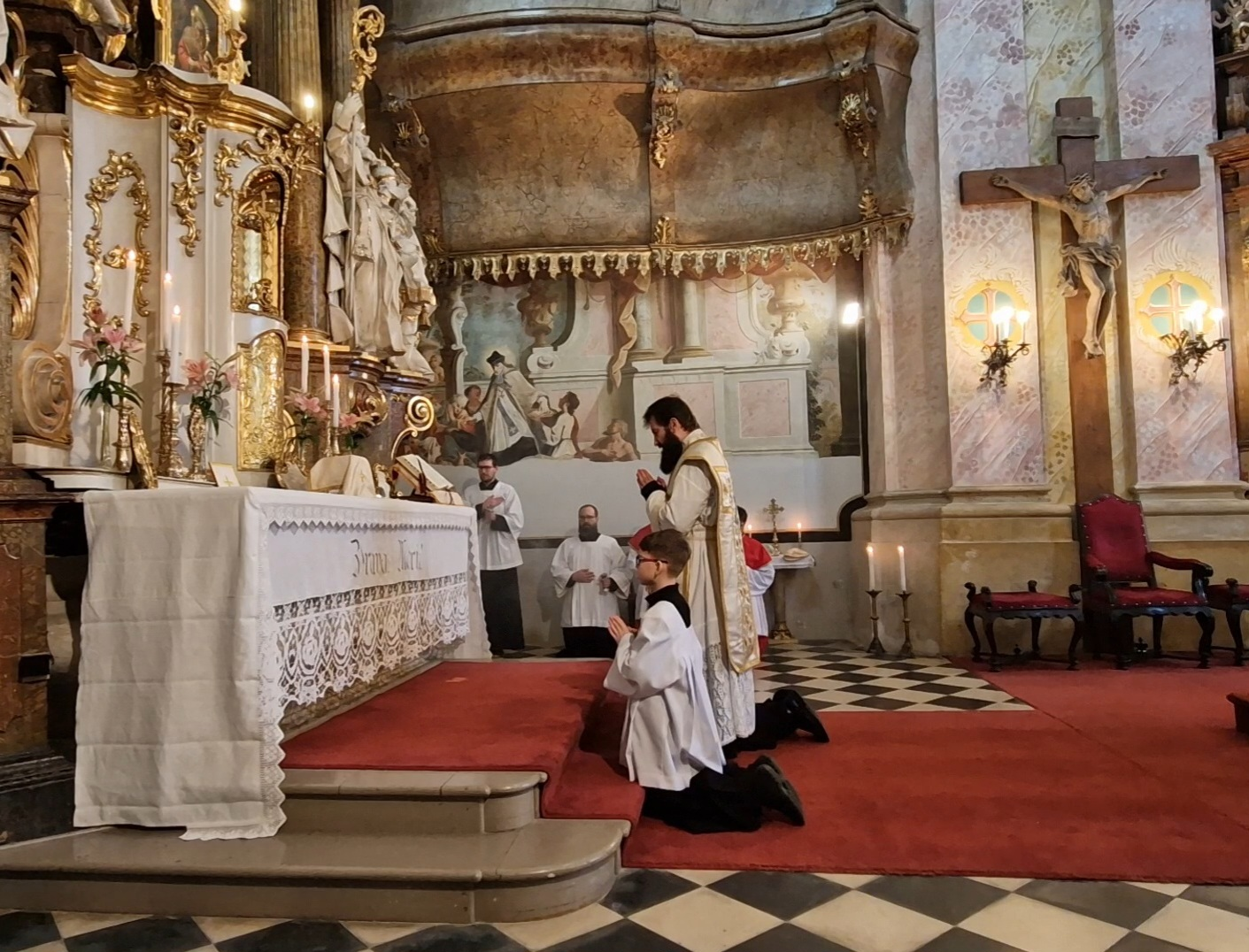
Tridentská Mše slavená v kostele od ledna 2023 - stupňové modlitby při zpívané Mši

Kostel je nyní součástí farnosti sv. Petra a Pavla a Salesiáni v něm celebrují mši jednou týdně v sobotu. Od ledna 2023 je z rozhodnutí biskupa v kostele slavena každou neděli mimořádná forma mše.

## Interiér
Rokokové dekorace kleneb v zákristii i v interiéru kostela jsou velmi bohaté. Hlavním námětem stropních maleb jsou výjevy z legendy o sv. Janu Nepomuckém. V polích klenby jsou čtyři obrazy Zpověď královny Žofie, Výslech sv. Jana u krále Václava IV., Smrt sv. Jana Nepomuckého a Oslavení sv. Jana Nepomuckého v nebi. Poslední z obrazů je orámován členitou římsou. Scéna má symbolizovat nebeské společenství a je prosycena světlem. Klečící sv. Jan vzhlíží vzhůru a v rukou drží zámky – symbol mlčenlivosti. Kolem poletují andílci. Malba tvoří vrchol cyklu nejen tématem, ale i provedením.

### Oltáře
- Hlavní oltář sv. Jana Nepomuckého – Pozdně barokní oltář s rokokovými prvky z roku 1755. V oltářní desce jsou ostatky mučedníků sv. Prima, Severa a Simplicia.
- Oltář sv. Jana z Boha – Nejstarší oltář v kostele. Sepulchrum obsahuje ostatky sv. Perpetua, Urbana a Pacifiky. Dosvědčení o pravosti ostatků pochází z roku 1827. Na evangelní straně je znázorněn archanděl Rafael s poutnickou holí a naproti archanděl Michael v antickém oděvu s přilbou, hořícím mečem a štítem. Uprostřed je oltářní obraz sv. Jana z Boha. Uprostřed menzy je socha Božského Srdce Páně z první poloviny 20. století.
- Oltář Svaté Rodiny – Uprostřed je oltářní obraz od F. A. Sebastiniho. Znázorňuje Pannu Marii s Ježíškem na klíně a sv. Josefa. V horní části retábula je královská koruna s nápisem: "Hoc mé Dom. Leopoldum I."
- Oltář sv. Jiří – Z let 1765 až 1770.
- Oltář sv. Petra a Pavla – Nachází se v blízkosti kazatelny. Střed tvoří kopie obrazu Loučení sv. Petra a Pavla. Jedná se o olejomalbu na plátně od Jarolíma Štantejského.
- Oltář sv. Vendelína
- Oltář Utrpení Páně

### Kaple
- Kaple sv. Kříže
- Kaple Panny Marie